# Ластра, Глэдис де ла
Глэдис де ла Ластра (1932—2005) — панамская барабанщица, композитор и музыкант.

## Биография
Де ла Ластра родилась 6 марта 1932 года в Пенономе. Она училась в школе Симеона Конте, а затем училась в Национальном институте Панамы в средней школе. Она продолжила обучение в Национальном музыкальном институте. После окончания школы де ла Ластра преподавала музыку в Государственной школе Израиля и Старой Панамской школе.
Первым сочинением Де ла Ластра была «La Princesa del Zaratí», которая была написана в стиле болеро к столетию Кокле, когда ей было 17 лет. Эта песня подчеркнула национальные ценности. Де ла Ластра считала, что её музыкальные способности были подарком от бога. Религиозные и националистические темы присутствовали в её работах, и она была членом Профсоюза работников искусства Панамы (SITAP).
Де ла Ластра умерла 28 сентября 2005 г. и была провозглашена национальным героем. Её гроб тащили белые лошади по улицам Пенономе, заполненным людьми.

## Музыка
Де ла Ластра известна своей игрой на гитаре и барабанах. За свою долгую карьеру она написала множество песен, некоторые из которых включают:
- Romance Salinero (Романс Салинеро)
- If the Treaty (Если договор)
- Bolívar American Hero (Боливар Американский герой)
- Portobelo
- Already Enter the Canal Zone (Уже вошли в зону канала)
- Summer Dreams (Летние мечты)
- Sovereignty (Суверенитет)
- Chiriquí Grande
- My Penonomé (Мой пенономе)
- Cristiano the Church is You (Криштиану, Церковь — это ты)
- A Santa Ana
- Victoriano Lorenzo
- El Proyecto del Bayano
- Ingenio La Victoria
- La Guerra del Banano (Ла-Герра-дель-Банано)
- Panama Chiquita (Панама Чикита (одна из её последних пьес)[6]

Де ла Ластра за свою карьеру сочинила более 200 песен, а также гимны для Университета Панамы и к столетию Республики Панама.

## Награды
1949 — Почетная медаль вручена муниципальным советом Пенономе
1960 — Любимая дочь Кокле
1961 — Премия Анаянси за интерактивную рекламу за композицию Panama Soberana
1981 — Командующий Орденом Белисарио Поррас
1981 — Первая премия на фестивале туристической песни Средиземноморья и Латинской Америки в Эшториле (Португалия), приз «Золотая каравелла» за песню «Барабанщик у меня есть»
1996 — Интеллектуальная женщина года выбрана кругом интеллектуальных женщин Панамы (CIMIP)
2005 — Орден Васко Нуньеса де Бальбоа

## Наследие
Фестиваль Глэдис де ла Ластра проводится ежегодно с 2013 года в Пенономе и посвящен творчеству певицы. После его смерти мэр Агустин Мендес надеялся установить памятник и назвать улицу в её честь. Каждые 3 ноября в школах Панамы поют её песню La Angoustoura.

## Де ла Ластра в медиа
- De la Lastra «Megamix»
- Funeral of Gladys de la Lastra
- 'Gladys de la Lastra'